# Unterseeboot 46 (1938)
Pour les articles homonymes, voir Unterseeboot 46.
L'Unterseeboot 46 ou U-46 est un sous-marin allemand (U-Boot) de type VII.B construit pour la Kriegsmarine pendant la Seconde Guerre mondiale.

## Construction
L'U-46 est issu du programme 1937-1938 pour une nouvelle classe de sous-marins océaniques. Il est de type VII B construits entre 1936 et 1940. Produit dans les chantiers de Friedrich Krupp Germaniawerft AG à Kiel, la quille du U-45 est posée le 24 février 1937 et il est lancé le 10 septembre 1938. L'U-46 entre en service seulement deux mois plus tard.

## Historique
Mis en service le 2 novembre 1938, l'U-46 commence son service de 1938 à 1939 au sein de la Unterseebootsflottille "Wegener".
Il réalise sa première patrouille de guerre, quittant le port de Kiel, le 19 août 1939, sous les ordres du Kapitänleutnant Herbert Sohler pour une surveillance à l'ouest-sud-ouest de l'Irlande en contournant les îles anglaises par la mer du Nord. Le 7 septembre 1939, il est rappelé à sa base, comme plusieurs autres U-Boote, afin de préparer les opérations en Atlantique. Après vingt-huit jours à la mer, il rejoint Kiel le 15 septembre 1939.
Lors de ses treize patrouilles, l'Unterseeboot 46 a coulé vingt navires marchands ennemis pour un total de 85 792 tonneaux, deux navires de guerre auxiliaires pour un total de 35 284 tonneaux et a endommagé quatre navires marchands pour un total de 25 491 et endommagé de manière irrécupérable un autre navire marchand de 2 080 tonneaux pour un total de 328 jours en mer.
Le 1er septembre 1941, il quitte le service actif et rejoint la 26. Unterseebootsflottille à Pillau comme navire-école pour participer à la formation des équipages jusqu'au 31 mars 1942, puis au sein de la 24. Unterseebootsflottille à Memel jusqu'au 1er octobre 1943.

En octobre 1943, il est désarmé à Neustadt et devient un bateau d'instruction à la 3.ULD (U-Lehrdivision) à Flensburgest.

Le 5 mai 1945, pour éviter sa capture et pour répondre aux ordres de l'Amiral Karl Dönitz de l'Opération Regenbogen, il est sabordé  dans la baie de Kupfermühle à la position géographique de 54° 50′ N, 9° 29′ E.

## Affectations
- Unterseebootsflottille "Wegener" du 2 novembre 1938 au 31 août 1939 à Kiel (service active)
- 7. Unterseebootsflottille du 1er septembre au 31 décembre 1939 à Kiel (service active)
- 7. Unterseebootsflottille du 1er janvier 1940 au 1er septembre 1941 à Saint-Nazaire (service active)
- 26. Unterseebootsflottille du 2 septembre 1941 au 31 mars 1942 à Pillau (entrainement)
- 24. Unterseebootsflottille du 1er avril au 1er mars 1942 à Memel (entrainement)
- 24. Unterseebootsflottille du 1er septembre 1942 au 1er octobre 1943 à Memel (entrainement)

## Commandements
- Kapitänleutnant Herbert Sohler du 2 novembre 1938 au 21 mai 1940
- Kapitänleutnant Engelbert Endrass du 22 mai 1940 au 24 septembre 1941
- Oberleutnant zur See Peter-Ottmar Grau d'octobre au 19 novembre 1941
- Oberleutnant zur See Konstantin von Puttkamer du 20 novembre 1941 à mars 1942
- Oberleutnant zur See Kurt Neubert de mars à avril 1942
- Ernst von Witzendorff du 20 avril à mai 1942
- Leutnant zur See Franz Saar de mai à juillet 1942
- Oberleutnant zur See Joachim Knecht d'août 1942 au 30 avril 1943
- Oberleutnant zur See Erich Jewinski dy 1er mai à octobre 1943

Nota: Les noms de commandants sans indication de grade signifie que leur grade n'est pas connu avec certitude à notre époque (2013) à la date de la prise de commandement.

## Patrouilles
|       | Commandant               | Départ            | Départ        | Arrivée           | Arrivée       | Jours     | Succès    |
| ----- | ------------------------ | ----------------- | ------------- | ----------------- | ------------- | --------- | --------- |
| 1     | Herbert Sohler           | 19 août 1939      | Kiel          | 15 septembre 1939 | Kiel          | 28 jours  |           |
| 2     | Herbert Sohler           | 3 octobre 1939    | Kiel          | 7 novembre 1939   | Kiel          | 36 jours  | 7 028     |
| 3     | Herbert Sohler           | 19 décembre 1939  | Kiel          | 10 janvier 1940   | Kiel          | 23 jours  | 924       |
| 4     | Herbert Sohler           | 29 février 1940   | Kiel          | 1er mars 1940     | Wilhelmshaven | 2 jours   |           |
| 5     | Herbert Sohler           | 11 mars 1940      | Wilhelmshaven | 23 avril 1940     | Kiel          | 44 jours  |           |
| 6     | Oblt. Engelbert Endrass  | 1er juin 1940     | Kiel          | 1er juillet 1940  | Kiel          | 31 jours  | 44 129    |
|       | Oblt. Engelbert Endrass  | 1er août 1940     | Kiel          | 4 août 1940       | Bergen        | 4 jours   |           |
| 7     | Oblt. Engelbert Endrass  | 8 août 1940       | Bergen        | 6 septembre 1940  | Lorient       | 30 jours  | 36 072    |
|       | Oblt. Engelbert Endrass  | 20 septembre 1940 | Lorient       | 21 septembre 1940 | Saint-Nazaire | 2 jours   |           |
| 8     | Oblt. Engelbert Endrass  | 23 septembre 1940 | Saint-Nazaire | 29 septembre 1940 | Saint-Nazaire | 7 jours   | 3 920     |
| 9     | Oblt. Engelbert Endrass  | 13 octobre 1940   | Saint-Nazaire | 29 octobre 1940   | Kiel          | 17 jours  | 22 966    |
| 10    | Oblt. Engelbert Endrass  | 12 février 1941   | Kiel          | 4 mars 1941       | Saint-Nazaire | 21 jours  |           |
| 11    | Oblt. Engelbert Endrass  | 15 mars 1941      | Saint-Nazaire | 10 avril 1941     | Saint-Nazaire | 27 jours  | 21 778    |
| 12    | Kptlt. Engelbert Endrass | 15 mai 1941       | Saint-Nazaire | 13 juin 1941      | Saint-Nazaire | 30 jours  | 11 830    |
| 13    | Kptlt. Engelbert Endrass | 26 juillet 1941   | Saint-Nazaire | 26 août 1941      | Kiel          | 32 jours  |           |
| Total | Total                    | Total             | Total         | Total             | Total         | 328 jours | 148 647 t |

Note : Oblt. = Oberleutnant zur See - Kptlt. = Kapitänleutnant

Nota: Les noms de commandants sans indication de grade signifie que leur grade n'est pas connu avec certitude à notre époque (2013) à la date de la prise de commandement.

### Opérations Wolfpack
L'U-46 a opéré avec les Wolfpacks (meute de loups) durant sa carrière opérationnelle:
1. Rösing (12 juin 1940 - 15 juin 1940)
2. West (19 mai 1941 - 6 juin 1941)

## Navires coulés
L'Unterseeboot 46 a coulé 20 navires marchands ennemis pour un total de 85 792 tonneaux, 2 navires de guerre auxiliaires pour un total de 35 284 tonneaux et a endommagé 4 navires marchands pour un total de 25 491 et endommagé de manière irrécupérable 1 autre navire marchand de 2 080 tonneaux au cours des 13 patrouilles (328 jours en mer) qu'il effectua.
| Navires coulés ou endommagés par le U-46 |                     |             |               |                           |
| Date                                     | Nom                 | Nationalité | Tonnage (GRT) | Fait                      |
| 17 octobre 1939                          | City of Mandalay    | Royaume-Uni | 7 028         | Coulé                     |
| 21 décembre 1939                         | Rudolf              | Norvège     | 924           | Coulé                     |
| 6 juin 1940                              | HMS Carinthia       | Royaume-Uni | 20 277        | Coulé                     |
| 9 juin 1940                              | Margareta           | Royaume-Uni | 2 155         | Coulé                     |
| 11 juin 1940                             | Athelprince         | Royaume-Uni | 8 782         | Endommagé                 |
| 12 juin 1940                             | Barbara Marie       | Royaume-Uni | 4 223         | Coulé                     |
| 12 juin 1940                             | Willowbank          | Royaume-Uni | 5 041         | Coulé                     |
| 17 juin 1940                             | Elpis               | Royaume-Uni | 3 651         | Coulé                     |
| 16 août 1940                             | Alcinuos            | Pays-Bas    | 6 189         | Endommagé                 |
| 16 août 1940                             | Leonidas M. Valmas  | Grèce       | 2 080         | Endommagé - Irrécupérable |
| 27 août 1940                             | HMS Dunvegan Castle | Royaume-Uni | 15 007        | Coulé                     |
| 31 août 1940                             | Ville de Hasselt    | Belgique    | 7 461         | Coulé                     |
| 2 septembre 1940                         | Thornlea            | Royaume-Uni | 4 261         | Coulé                     |
| 4 septembre 1940                         | Lumineach           | Irlande     | 1 074         | Coulé                     |
| 26 septembre 1940                        | Coast Wings         | Royaume-Uni | 862           | Coulé                     |
| 26 septembre 1940                        | Siljan              | Suède       | 3 058         | Coulé                     |
| 18 octobre 1940                          | SS Beatus           | Royaume-Uni | 4 885         | Coulé                     |
| 18 octobre 1940                          | Convallera          | Suède       | 1 996         | Coulé                     |
| 18 octobre 1940                          | Gunborg             | Suède       | 1 572         | Coulé                     |
| 18 octobre 1940                          | Ruperra             | Royaume-Uni | 4 548         | Coulé                     |
| 20 octobre 1940                          | Janus               | Suède       | 9 965         | Coulé                     |
| 29 mars 1941                             | Liguria             | Suède       | 1 751         | Coulé                     |
| 31 mars 1941                             | Castor              | Suède       | 8 714         | Coulé                     |
| 2 avril 1941                             | British Reliance    | Royaume-Uni | 7 000         | Coulé                     |
| 3 avril 1941                             | Alderpool           | Royaume-Uni | 4 313         | Endommagé                 |
| 8 juin 1941                              | Ensis               | Royaume-Uni | 6 207         | Coulé                     |
| 9 juin 1941                              | Phidias             | Royaume-Uni | 5 623         | Coulé                     |

### Sources
- (en) Cet article est partiellement ou en totalité issu de l’article de Wikipédia en anglais intitulé « German submarine U-46 (1938) » (voir la liste des auteurs).